# Trnje (Zagreb)

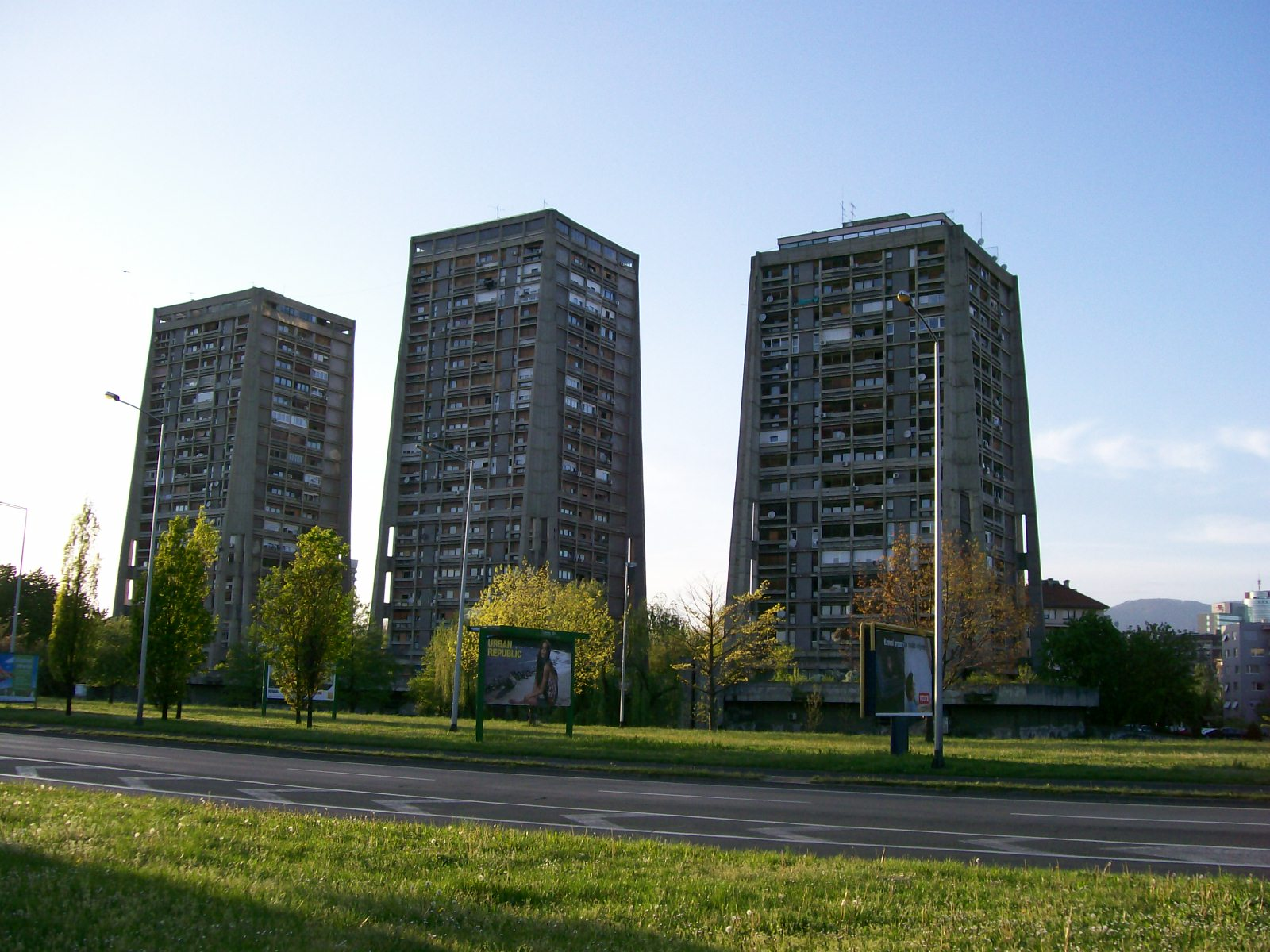
Gebouwen in de wijk Trnje.

Trnje is een četvrt (stadsdistrict) in de Kroatische hoofdstad Zagreb, en heeft een gekozen deelstadsraad.
Er wonen per 2001 45.267 mensen in Trnje.
Samen met andere districten werd dit district in 1927 opgezet naar wens van de burgemeester Vjekoslav Heinzel. Het district bood plaats aan de arbeiders werkend in de groeiende industrie rondom Zagreb.

## Lijst van wijken in Trnje
- Cvjetnica
- Cvjetno naselje
- Kanal
- Marin Držić
- Martinovka
- Staro Trnje
- Trnjanska Savica
- Sigečica
- Vrbik
- Miramare
- Veslačko naselje

Brezovica · Črnomerec · Donja Dubrava · Donji Grad · Gornja Dubrava · Gornji Grad - Medveščak · Maksimir · Novi Zagreb - istok · Novi Zagreb - zapad · Peščenica - Žitnjak · Podsljeme · Podsused - Vrapče · Sesvete · Stenjevec · Trešnjevka - jug · Trešnjevka - sjever · Trnje